# فلاديمير فورونين
فلاديمير نيكولايفتشي فورونين (بالرومانية: Vladimir Voronin) و (الروسية: Влади́мир Никола́евич Воро́нин) وهو سياسي مولدوفي ولد في يوم 25 مايو 1941 في قرية كورجوفا في جمهورية مولدوفا الاشتراكية السوفيتية في الاتحاد السوفيتي، وقد كان سياسي شيوعي في الحزب الشيوعي المولدوفي قبل انفصال مولدوفا عن الاتحاد السوفيتي وثم أصبح سياسي في حزب شيوعيي جمهورية مولدوفا، تولى رئاسة مولدوفا في 2001 خلفاً لبيترو لوسينشي وبقي رئيس لها إلى 2009 بعد تنحيه عن المنصب وخلفه ميهاي غيمبو.

## روابط خارجية
- فلاديمير فورونين على موقع الموسوعة البريطانية (الإنجليزية)
- فلاديمير فورونين على موقع مونزينجر (الألمانية)